# بروتوكول رسائل التحكم للإصدار السادس من بروتوكول الإنترنت
بروتوكول رسائل التحكم في الإنترنت للإصدار السادس من بروتوكول الإنترنت أو بروتوكول رسائل التحكم للإصدار السادس من بروتوكول الإنترنت (بالإنجليزية: Internet Control Message Protocol for Internet Protocol Version 6 اختصاراً ICMPv6)‏ هو بروتوكول مساعد للإصدار السادس من بروتوكول الإنترنت طور للإبلاغ عن وقوع أخطاء في الشبكة ولتعريف رسائل تُمكِّن عقد الإصدار السادس من تبادل معلومات تخص الشبكة فيما بينها. طُوِّر البروتوكول في العام 1995م، وطرح معياره الأول، الذي حمل الاسم الرمزي RFC 1885، بالتوازي مع طرح المعيار الأول للإصدار السادس من بروتوكول الإنترنت.
تأثر البروتوكول ببروتوكول رسائل التحكم المخصص للإصدار الرابع من بروتوكول الإنترنت، فاعتمد نموذج عملٍ مشابهاً له، معرفاً مجموعتين من الرسائل هما رسائل الإبلاغ عن الأخطاء ورسائل الإعلام، تُرسل الأولى من عقدة تعالج رزمة بيانات ما إلى مصدر الرزمة للإبلاغ عن وقوع خطإٍ في أثناء معالجتها، أما الثاني، فتكون على شكل زوجين تتبادلهما عقدتان تدعمان الإصدار السادس، يكون الزوج الأول رسالة طلب والثاني رسالة ردٍ على الطلب.
صُمم البروتوكول وفق بنية تسمح له بالتوسع ليغطي وظائف جديدة من خلال تعريف أنواع جديدة من الرسائل، على سبيل المثال، عرف بروتوكول اكتشاف الجيران 5 رسائل إضافية ليغطي مسائل اكتشاف الموجهات واكتشاف الجيران وإعادة التوجيه، وعرَّف  بروتوكول مستمعي البث المجموعاتي [الإنجليزية] 3 رسائل إضافية لمساعدته في اكتشاف مستمعي البث المجموعاتي في شبكة محلية وفي تحديد ما هي المجموعات التي يهتمون باستقبال رزمها.
يُمكن أن تستعمل رسائل البروتوكول لشن مجموعة متنوعة من الهجمات في شبكات البيانات تشمل: هجمات انتحال الهوية وهجمات إعادة التوجيه وهجمات التلاعب بالمحتوى وهجمات حجب الخدمة والهجمات على الطبقات العليا، ويمكن التعامل مع هذه الهجمات باستعمال المصادقة وبتعمية رسائل البروتوكول ما أمكن ذلك وباستخدام ترويسة تأمين الحمولة بالتغليف التي يُعرفها الإصدار السادس من بروتوكول الإنترنت.

## نبذة تاريخية

خط زمني للمعايير الناظمة للإصدار السادس من بروتوكول الإنترنت والبروتوكولات الرديفة له.

يدعم بروتوكول رسائل التحكم في الإنترنت الإصدار الرابع من بروتوكول الإنترنت، وهو غير متوافق مع الإصدار السادس من بروتوكول الإنترنت. لذلك، ومع طرح الإصدار السادس، طُوِّر إصدار جديد من بروتوكول رسائل التحكم مخصص لدعمه سُمي بروتوكول رسائل التحكم للإصدار السادس من بروتوكول الإنترنت (بالإنجليزية: Internet Control Message protocol for the Internet Protocol Version 6)‏ اختصاراً ICMPv6 وهو اسمه الرمزي،(1) وُصِف الإصدار الأول من هذا البروتوكول في وثيقة طلب التعليقات RFC 1885، التي صدرت في شهر ديسمبر من العام 1995م.(2)
بالإضافة لما سبق، كان التصور الأولي لبروتوكول رسائل التحكم الجديد يشمل توسيعه أيضاً لينجر وظائف بروتوكول إدارة مجموعة الإنترنت. فلا يعود هناك حاجة لتشغيل البروتوكولين معاً إلى جانب الإصدار السادس من بروتوكول الإنترنت، ولكن هذه الفكرة لم تدعم في الإصدارات اللاحقة.
نُشر الإصدار الثاني من بروتوكول رسائل التحكم للإصدار السادس من بروتوكول الإنترنت في عام 1998م، وكان RFC 2463 هو اسمه الرمزي.(3) أما الإصدار الثالث فنُشر في العام 2006م، وحملت وثيقة طلب التعليقات التي ضمته الاسم الرمزي RFC 4443.
عرَّف البروتوكول في نسخته الأولى 9 رسائل، صُنِّفت في مجموعتين: رسائل الإبلاغ عن الأخطاء وعددها 4 ورسائل المعلومات وعددها 5. ثم انخفض عدد الرسائل ليصبح 6 فقط في الإصدار الثاني للبروتوكول: 4 للإبلاغ عن الأخطاء ورسالتي إعلام، بعد أن أبطلت ثلاث رسائل لإدارة المجموعة. أما الإصدار الثالث، فعرَّف 11 رسالة، هي 7 رسائل للأخطاء و5 رسائل إعلام.
يشابه بروتوكول رسائل التحكم للإصدار السادس من بروتوكول الإنترنت قرينه الموجه لدعم للإصدار الرابع في مسائل عديدة، ففي حين يُشكِّل الإصدار الأصل جزءاً مدمجاً من الإصدار الرابع من بروتوكول الإنترنت، فإن الإصدار الجديد هو جزءٌ مدمجٌ من الإصدار السادس من بروتوكول الإنترنت ويلزم أن يُدعم في كل عقدةٍ تشغِّل الإصدار السادس، وهو يُقدِّم أيضاً وظائف الإبلاغ عن الأخطاء ويدعم أدواتٍ للمساعدة في تشخيص مشكلات الشبكة نحو أداة التحقق من الاتصال.

## مبدأ العمل
بشكل مشابه لبروتوكول رسائل التحكم للإصدار الرابع من بروتوكول الإنترنت، يُقدِّم بروتوكول رسائل التحكم للإصدار السادس من بروتوكول الإنترنت الوظائف التالية: الإبلاغ عن الأخطاء وآليةً للإعلام عن المعلومات في الشبكة وآليَّةً لإعادة التوجيه على مستوى المُوجِّه الأول المُتَّصِل مع مصدر رزم البيانات.
يُمكن تصنيف رسائل البروتوكول وفقاً لآلية عملها إلى نوعين:
- رسائل الإبلاغ عن الأخطاء (بالإنجليزية: Error messages)‏: ويُمكن أن تُرسل من الوجهة النهائية للرزمة أو من أي عقدة تعالجها على مسارها للإبلاغ عن وقوع خطأ عند معالجتها، ولا يُردُّ على رسائل الإبلاغ عن الأخطاء أبداً.
- رسائل الإعلام (بالإنجليزية: Informational messages)‏: وتضم أزواجاً من الرسائل، رسالة طلب ورسالة ردٍ عليه لكل وظيفة يُراد إنجازها.

صُمم بروتوكول رسائل التحكم للإصدار السادس بطريقة تسمح بتوسعه ليؤدي وظائف جديدة عند الحاجة. بناءً على ذلك، نشرت، بعد طرح معيار البروتوكول عددٌ من التوسعات التي تعرِّف رسائلَ جديدةً للبروتوكول. على سبيل المثال، يُعرف بروتوكول اكتشاف الجيران 5 رسائل جديدة ويستعملها لأداء وظائف محددة نحو التماس الموجهات في الشبكة المحلية أو إعادة التوجيه، ويُعرف  بروتوكول مستمعي البث المجموعاتي [الإنجليزية] 3 رسائل جديدة لتحديد وجود مستمعين للبث المجموعاتي للإصدار السادس وما هي المجموعات التي يهتمون بالاستماع إليها.

## بنية الترويسة

بنية عامة لترويسة بروتوكول رسائل التحكم للإصدار السادس من بروتوكول الإنترنت.

تشابه بنية ترويسة البروتوكول المخصص لدعم الإصدار السادس بنية ترويسة البروتوكول المخصص لدعم الإصدار الرابع، وهي تتكون من نوعين من الحقول:
1. الحقول الدائمة، وعددها ثلاثة حقول، وهي موجودة في ترويسات رسائل البروتوكول كلها، وهي:[11]
  1. حقل النوع، طوله 8 بتات، ويُحدد نوع الرسالة وبالتالي بنيتها، وقد خصص مجال القيم الصحيحة من 0 حتى 127 لرسائل الإبلاغ عن الأخطاء ومجال القيم الصحيحة من 128 حتى 255 لرسائل المعلومات.[2] وتشرف هيئة أرقام الإنترنت المخصصة على ضبط القيم المعيارية لهذه الحقل.[12]
  2. حقل الرمز، طوله 8 بتات، ويتحدد معناها وفق نوع الرسالة، ويُستعمل لتعريف أنواع فرعية أكثر تخصصاً من الرسائل ضمن كل نوع رئيس. وتشرف هيئة أرقام الإنترنت المخصصة على ضبط القيم المعيارية لهذه الحقل أيضاً.[12]
  3. حقل التحقق الجمعي، وطوله 16 بتاً، ويُستعمل لتحديد حصول أخطاء في قيمة البيانات في أثناء نقلها عبر الشبكة.
2. حقول المحتوى، وهي متغيرة العدد والبنية، وتختلف وفقاً للرسالة والهدف الذي تُستعمل من أجله.

| حقل النوع | اسم الرسالة بالعربية      | اسم الرسالة بالإنجليزية         | تصنيف الرسالة | مرجع   |
| --------- | ------------------------- | ------------------------------- | ------------- | ------ |
| 1         | رسالة تعذر بلوغ الوجهة    | Destination unreachable message | إبلاغ عن خطأ  | [ 13 ] |
| 2         | رسالة رزمة مفرطة في الطول | Packet too big message          | إبلاغ عن خطأ  | [ 14 ] |
| 3         | رسالة نفاد الزمن          | Time exceeded message           | إبلاغ عن خطأ  | [ 15 ] |
| 4         | رسالة مشكلة في مُحدِّد       | Parameter problem message       | إبلاغ عن خطأ  | [ 16 ] |
| 128       | رسالة توليد الصدى         | Echo request message            | إعلام         | [ 17 ] |
| 129       | رسالة الصدى               | Echo Reply message              | إعلام         | [ 18 ] |
| 133       | رسالة التماس الموجه       | Router solicitation message     | إعلام         | [ 19 ] |
| 134       | رسالة الإعلان عن الموجه   | Router advertisement message    | إعلام         | [ 20 ] |
| 135       | رسالة التماس الجار        | Neighbor solicitation message   | إعلام         | [ 21 ] |
| 136       | رسالة الإعلان عن الجار    | Neighbor advertisement message  | إعلام         | [ 22 ] |
| 137       | رسالة إعادة التوجيه       | Redirect message                | إعلام         | [ 23 ] |

## رسائل البروتوكول
على العقدة التي تُولِّد رسائل البروتوكول أن تحدد عنوان مصدرها ووجهتها قبل حساب قيمة حقل التحقق الجمعي. قد يكون للعقدة المصدر أكثر من عنوان، ويحدد عنوان مصدر الرسالة كما يأتي:
- إذا كانت الرسالة رداً على رسالة طلب أرسلت إلى أحد عناوين العقدة الفريدة، فإن هذا العنوان يلزم أن يكون عنوان المصدر في رسالة الرد.
- إذا كانت الرسالة رداً على رسالة طلب أرسلت إلى أحد عناوين العقدة غير الفريدة، نحو عنوان بث مجموعاتي أو اختياري، فإن عنوان المصدر يلزم أن يكون أحد عناوين العقدة الفريدة.
- في الحالات الأخرى كلها، يُختار عنوان المصدر بالطريقة نفسها التي يختار فيها عنوان مصدر أي رزمة أخرى للإصدار السادس من بروتوكول الإنترنت سترسلها العقدة المصدر إلى تلك الوجهة.

### رسائل الإبلاغ عن خطأ
هي مجموعة من رسائل البروتوكول التي تُرسل من عقد وسيطة على مسار الرزمة أو من وجهتها النهائية نحو مصدرها لإبلاغه بوقوع خطأ في أثناء معالجة الرزمة. ويُحدد معيار البروتوكول عدداً من الحالات التي لا تُولَّد فيها هذه الرسائل وهي:
1. رداً على استقبال رسالة إبلاغ عن خطأ، فلا يُرد على رسائل الإبلاغ عن الخطأ أبداً.
2. رداً على استقبال رسالة إعادة توجيه.
3. رداً على استقبال رسالة بث مجموعاتي، فلا يُرد على رسالة البث المجموعاتي إلا في حالتين فقط:
  1. إذا كانت الرسالة هي رسالة رزمة مفرطة في الكبر، لأن هذه الرسالة هي جزء من آلية اكتشاف وحدة النقل العظمى للمسار، ولا بد من الرد عليها لإنجاح عمل الآلية.
  2. إذا كانت الرسالة هي رسالة خطأ في محدد وكانت قيمة حقل الترميز فيها 2، وهي رسالة للإبلاغ عن خيار غير معروف في ترويسة الإصدار السادس من بروتوكول الإنترنت.
4. رداً على رسالة بث مجموعاتي على مستوى طبقة الوصلة، وتُستثنى الحالتان المُشار إليهما في البند الثالث أيضاً.
5. رداً على رسالة بث عام على مستوى طبقة الوصلة، وتُستثنى الحالتان المُشار إليهما في البند الثالث أيضاً.
6. رداً على استقبال أي رزمة لا يحدد عنوان مصدرها عقدة فريدة.

إذا استقبلت رسالة إبلاغ عن خطأ مجهولة النوع في مصدر رزم البيانات، فيلزم تمريرها، إن أمكن، إلى بروتوكول الطبقة العليا لمعالجتها، وإن تعذر ذلك، فيلزم التخلص منها.

#### تعذر بلوغ الوجهة

بنية رسالة تعذر بلوغ الوجهة

تُولَّد هذه الرسالة في مصدر رزمة البيانات أو في أي موجه على مسارها إذا تعذَّر إيصال الرزمة إلى وجهتها لأي سبب ما خلا الازدحام. يتكون حقل المحتوى في بنية الرسالة من حقل غير مستعمل بطول 32 بتاً يليه أطول قسم يمكن نسخه من الرزمة التي سببت توليد هذه الرسالة من غير أن يتجاوز طول الرسالة وحدة النقل العظمى الخاصة بالإصدار السادس من بروتوكول الإنترنت.
تكون قيمة حقل النوع في هذا النوع من الرسائل هي 1 دائماً، ولحقل الترميز 7 قيم يبينها الجدول التالي:
| قيمة حقل الترميز | الحالة                                     | عنوان الوصف |
| ---------------- | ------------------------------------------ | --- |
| 0                | لا مسار نحو الوجهة                         | لم تجد العقدة التي تعالج الرزمة مساراً نحو الوجهة في جدول توجيهها.                                                                   |
| 1                | الاتصال مع الوجهة محظور إشرافياً            | يُحظر الاتصال مع الوجهة، مثلاً لأسباب تتعلق بالأمن مثل وجود جدار حماية                                                                |
| 2                | خارج مجال عنوان المصدر                     | تحصل هذه الحالة عندما يكون عنوان الوجهة خارج مجال عنوان المصدر، مثلاً إذا كان عنوان المصدر فريد محلياً وكان عنوان الوجهة فريد عالمياً. |
| 3                | تعذُّر بلوغ العنوان                          | الحالة العامة، تُستعمل عندما لا يمكن إيصال رزمة البيانات للوجهة لسبب مغاير لما للحالات الأخرى.                                       |
| 4                | تعذُّر بلوغ المنفذ                           | إذا لم يوجد بروتوكول نقل يدعم رقم منفذ الوجهة في الوجهة النهائية.                                                                   |
| 5                | إخفاق عنوان المصدر في سياسة الدخول والخروج | أخفقت رزمة البيانات في تجاوز سياسة الدخول أو الخروج المطبقة على المنفذ.                                                             |
| 6                | رفض المسار إلى الوجهة                      | تستعمل عندما يكون التوجيه نحو الوجهة مرفوضاً، مثلاً مُنِع الموجه من توجيه الرزم نحو بادئة ما تتضمن عنوان الوجهة.                        |
| 7                | خطأ في ترويسة التوجيه تبعاً للمصدر          | تستعمل عندما يتعذر إيصال رزمة بيانات تُوجَّه تبعاً للمصدر بمقتضى ما يوجد في توسعة التوجيه تبعاً للمصدر.                                  |
| 8                | قدرات معالجة محدودة                        | تعذرت معالجة رزمة البيانات لأن الترويسات فيها بالغة الطول وتفوق قدرة العقدة على معالجتها.                                           |

#### رزمة مفرطة في الكبر

بنية رسالة رزمة مفرطة في الكبر

يُرسل موجه يعالج رزمة بيانات للإصدار السادس من بروتوكول الإنترنت هذه الرسالة إذا لم يكن بإمكانه إرسال الرزمة إلى وجهتها التالية على المسار لأن طولها أكبر من وحدة النقل العظمى في الشبكة حيث توجد تلك الوجهة. تستعمل بيانات هذه الرسالة ضمن عملية اكتشاف وحدة النقل العظمى على طول المسار.
تكون قيمة حقل النوع في هذا النوع من الرسائل هي 2 دائماً، أما حقل الترميز فيُضبط إلى القيمة 0 في مصدر الرسالة ويُهمل في وجهتها. تحوي الترويسة أيضاً حقلاً لوحدة النقل العظمى بطول 32 بتاً، يليه أطول قسم يمكن نسخه من الرزمة التي سببت توليد هذه الرسالة من غير أن يتجاوز الحجم وحدة النقل العظمى الخاصة بالإصدار السادس من بروتوكول الإنترنت.

#### نفاد الزمن

بنية رسالة نفاد الزمن

تُستعمَل هذه الرسالة للإبلاغ عن خطأين يحصلان عند معالجة رزم بيانات الإصدار السادس من بروتوكول الإنترنت:
1. إذا كان استقبلت عقدة رزمة بيانات للإصدار السادس من بروتوكول الإنترنت، وكانت قيمة حقل عدد القفزات فيها 0، أو إذا أصبحت قيمة هذ الحقل 0 بعد معالجة الرزمة.
2. إذا نفد مؤقت تجميع قطع رزمة بيانات ما ولمَّا تصل القطع كلها بعد.

تكون قيمة حقل النوع في هذا النوع من الرسائل هي 3 دائماً، ولحقل الترميز قيمتان هما 0 من أجل حقل عدد لقفزات الصفري و1 من أجل نفاد مؤقت التقطيع. يتكون حقل المحتوى في بنية الرسالة من حقل غير مستعمل بطول 32 بتاً يليه أطول قسم يمكن نسخه من الرزمة التي سببت توليد هذه الرسالة من غير أن يتجاوز الحجم وحدة النقل العظمى الخاصة بالإصدار السادس من بروتوكول الإنترنت.

#### الإبلاغ عن خطأ في محدد

بنية رسالة الإبلاغ عن خطأ في مُحدِّد

إذا صادفت عقدة، تعالج رزمة بيانات ما، مشكلةً في ترويسة بروتوكول الإنترنت أو في أحد ترويسات التوسعة فلم يعد بإمكانها إكمال المعالجة، فإنها تتخلص من الرزمة ذات المشكلة ثُم تُرسل رسالة الإبلاغ عن خطأ في محدد إلى مصدرها.

تكون قيمة حقل النوع في هذه الرسالة هي 4 دائماً، أما حقل الترميز فيضبط بمقتضى نوع الخطأ وفق الجدول التالي:
| قيمة حقل الترميز | الحالة                                   | الوصف |
| ---------------- | ---------------------------------------- | --- |
| 0                | خطأ في ترويسة البروتوكول                 | خطأ ما في معالجة ترويسة الإصدار السادس من بروتوكول الإنترنت |
| 1                | خطأ في حقل البروتوكول التالي             | القيمة الموجودة في حقل البروتوكول التالي في ترويسة الإصدار السادس من بروتوكول الإنترنت غير معروفة |
| 2                | خطأ في خيارات البروتوكول                 | العثور على خيار غير معروف النوع في ترويسة الإصدار السادس من بروتوكول الإنترنت. |
| 3                | خطأ ترويسات القطعة الأولى                | يوجد نقص في تتابع الترويسات في القطعة الأولى التي نتجت عن تقطيع رزمة بيانات للإصدار السادس من بروتوكول الإنترنت.                                                                                               |
| 4                | خطأ في معالجة ترويسة التوجيه             | حصل خطأ في أثناء معالجة بروتوكول طبقة عليا لبيانات ترويسة التوجيه |
| 5                | خطأ في نوع الترويسة التالية              | لم تَتَمكَّن عُقدةٌ وَسيطة مِن التَّعرَّف على نوع التَّرويسة التَّالِية في رِزمة بياناتٍ ما |
| 6                | ترويسة توسعة مفرطة في الطول              | تخلصت عقدة من رزمة بيانات ما لأن طول ترويسة التوسعة يفوق قدرات المعالجة في العقدة. |
| 7                | تتابع ترويسات توسعة مفرط في الطول        | تخلصت عقدة من رزمة بيانات ما لأن تتابع ترويسات التوسعة تجاوز الحد المسموح به. |
| 8                | ترويسات توسعة أكثر من المسموح            | تخلصت عقدة من رزمة بيانات ما لأن عدد ترويسات التوسعة في التتابع تجاوزت الحد المسموح به. |
| 9                | خيارات أكثر من المسموح في ترويسة التوسعة | تخلصت عقدة من رزمة بيانات ما لأن ترويسة توسعة في الرزمة احتوت على عدد من الخيارات يفوق قدرات المعالجة في العقدة.                                                                                               |
| 10               | خيار مفرط في الطول                       | تُرسل هذه الرسالة في حالتين: - إذا تجاوز طول ترويسة خيارات المسار أو ترويسة خيارات الوجهة الحد المسموح به. - إذا تجاوزت طول بتات الحشو في عدة ترويسات متتابعة لخيارات المسار أو لخيارات الوجهة الحد المسموح به. |

تحتوي الترويسة أيضاً حقل المؤشر (بالإنجليزية: Pointer)‏ الذي يبلغ طوله 32 بتاً، وهو يدل على إزاحة البايت الذي سببت معالجته الخطأ ضمن ترويسة بروتوكول الإنترنت، يليه أطول قسم يمكن نسخه من الرزمة التي سببت توليد هذه الرسالة من غير أن يتجاوز الحجم وحدة النقل العظمى الخاصة بالإصدار السادس من بروتوكول الإنترنت.

### رسائل الإعلام
تعمل هذه الرسائل بنموذج الطلب والرد، فتولد عقدة ما رسالة طلب، وترسلها لعقدة أخرى ترد عليها برسالة الرد المناسبة التي تُحدد وفقاً لنوع رسالة الطلب، وإذا استقبلت رسالة طلبٍ مجهولة النوع، فيلزم التخلص منها.

#### توليد الصدى والصدى
يجري تبادل هاتين الرسالتين بين عقدتين تشغلان الإصدار السادس من بروتوكول الإنترنت، تُسمى الأولى المصدر والثانية الوجهة. يُرسل المصدر رسالة توليد الصدى محملة بحمولة بيانات اختيارية القيمة والطول إلى الوجهة التي تردُّ برسالة الصدى مُحمَّلةً بحمولة رسالة التوليد نفسها. يلزم أن تكون عناوين المصدر والوجهة ومتعاكسة في رزمة بروتوكول الإنترنت التي تُغلِّف الرسالتين، أي يكون عنوان وجهة رسالة توليد الصدى هو عنوان مصدر رسالة الصدى وعنوان مصدر رسالة الصدى هو عنوان وجهتها.
لرسالتي توليد الصدى والصدى البنية نفسها، حقل النوع أولاً ويُضبط إلى 128 في رسالة التوليد و129 في رسالة الصدى، ثم حقل الترميز ثانياً، ويُضبط إلى 0 في الرسالتين، يليها حقل التحقق الجمعي، ثم حقلا المُعرِّف ورقم التتابع ويستعملان للمساعدة في مطابقة أزواج رسائل التوليد والصدى، فلو أرسلت أكثر من رسالة توليد، ضبط هذان الحقلان في كل منها إلى قيمٍ مُختلفة وفقاً للحاجة، ويلزم على كل رسالة صدى أن تنسخ قيم هذين الحقلين من رسالة التوليد التي حفزتها. أمَّا الحقل الأخير في الرسالة فهو حقل البيانات، ويمكن أن يكون صفري الطول أو أن يضم عدداً من البايتات وفقاً للحاجة، ويلزم على رسالة الصدى أن تنسخ قيمة حقل البيانات في رسالة التوليد.

#### التماس الموجه والإعلان عنه
يتبادل مضيف للإصدار السادس من بروتوكول الإنترنت ومُوجِّه يدعم البروتوكول هاتين الرسالتين بصفتهما جزءاً من عمل بروتوكول اكتشاف الجيران. يُرسل المُضيف رسالة التماس الموجه لطلب إرسال رسالة إعلان طارئة عن الموجه، ويجيب الموجه بإرسال رسالة الإعلان مباشرة.
في ما يخص رسالة الالتماس، تكون قيمة حقل النوع فيها 133 وقيمة حقل الترميز صفرية دائماً يليها حقل التحقق الجمعي ثُمَّ 32 بتاً محجوزاً يُضبط إلى قيمة صفرية دائماً عند الإرسال ويُهمل عند الاستقبال. ثُمَّ يلي ذلك حقل اختياري يضم عنوان بروتوكول الوصلة لمرسل الرسالة، إن وجد.
أما رسالة الإعلان عن الموجه فهي مكونة من الحقول التالية وفقاً لترتيب ورودها:
- حقل النوع ، ويضبط إلى القيمة 134.
- حقل الرمز، وتكون قيمته صفرية دائماً.
- حقل التحقق الجمعي.
- حقل عدد القفزات الحالية (بالإنجليزية: Current Hop Limit)‏، طوله 8 بت، ويَضمُّ القيمة الافتراضية لحقل عدد القفزات التي يُستحسن أن يستعملها المضيف عند بناء ترويسة بروتوكول الإنترنت.
- علم وضع التهيئة (بالإنجليزية: Managed address configuration flag)‏، 1 بت، ويُستعمل لتحديد حالة خدمة التهيئة الآلية في الشبكة. إذا رُفع العلم، فهذا يعني أن بروتوكول تهيئة المضيف الآلية نشطٌ في الشبكة.
- علم التهيئة الإضافية (بالإنجليزية: Other configuration flag)‏، 1 بت، ويُستعمل لتحديد وجود معلومات تهيئة إضافية يمكن أن يزودها بروتوكول تهيئة المُضيف الآلية نحو تهيئة المعلومات الخاصة بنظام أسماء النطاقات.
- 6 بتات محجوزة، تُضبط إلى الصفر في المرسل وتهمل في المستقبل.
- زمن حياة الموجه (بالإنجليزية: Router Lifetime)‏، 16 بت، ويحوي زمن فعالية بند التوجيه مقدراً بالثواني لو أضيف هذا الموجه إلى جدول توجيه المُضيف. يضبط المُضيف مؤقتاً بقيمة هذا الحقل، ويعيد ضبطه إلى هذه القيمة كلما استقبل رسالة إعلان جديدة من الموجه تحوي قيمة زمن الحياة نفسها. إذا نفد المؤقت، ولمَّا تصل رسالة إعلان بعدُ، فإن المُضيف يقول بإخفاق المسار نحو الموجه ثم يزيله من جدول توجيهه.
- حقلان طول كل منهما 32 بتاً: زمن الوصول (بالإنجليزية: Reachable Time)‏ ومؤقت إعادة الإرسال (بالإنجليزية: Retrans Timer)‏، ويُستعملان بواسطة خوارزمية تحديد إمكانية الوصول للجار (بالإنجليزية: Neighbor Unreachability Detection algorithm)‏ التي يُشغلها بروتوكول اكتشاف الجيران.[41]
- حقول اختيارية تشمل عنوان بروتوكول الربط لمرسل الرسالة، إن وجد، وقيمة وحدة النقل العُظمى، إن وجدت، ومعلومات البادئات لو كانت موجودة.

#### التماس الجار والإعلان عنه
يتبادل مضيف للإصدار السادس من بروتوكول الإنترنت وموجه يدعم البروتوكول هاتين الرسالتين بصفتهما جزءاً من عمل بروتوكول اكتشاف الجيران. وقد حلتا محل رسائل بروتوكول اقتران العناوين الذي يعتمد الإصدار الرابع من بروتوكول الإنترنت لإنجاز عملية الاقتران بين عناوين الطبقتين الثانية والثالثة وفقاً لنموذج الربط البيني بين الأنظمة المفتوحة. ولكن مهمة هذه الرسائل في الإصدار السادس لا تقتصر على ذلك فقط، بل يمكن أن تستعمل من أجل تحديد إمكانية التواصل مع عقدة ما وفيما لو كانت عقدتان قادرتان على تبادل الرسائل فيما بينهما.
في ما يخص رسالة الالتماس، تكون قيمة حقل النوع فيها 135 وقيمة حقل الترميز صفرية دائماً يليها حقل التحقق الجمعي ثُمَّ 32 بتاً محجوزاً تُضبط إلى قيمة صفرية دائماً عند الإرسال وتُهمل عند الاستقبال. ثُمَّ يلي ذلك حقل عنوان الهدف (بالإنجليزية: Target address)‏ وهو بطول 128 بتاً، ويُشترط ألا يكون عنوان بثٍ مجموعاتي، ويمكن أن تلحق بالرسالة خيارات خاصة يُعرِّفها البروتوكول.
أما رسالة الإعلان عن الجار فهي مكونة من الحقول التالية وفقاً لترتيب ورودها:
- حقل النوع ، ويضبط إلى القيمة 136.
- حقل الرمز، وتكون قيمته صفرية دائماً.
- حقل التحقق الجمعي.
- حقل الأعلام، وفيه ثلاثة أعلام هي:

- علم الموجه (بالإنجليزية: Router flag)‏، ويترميز له بالحرف R، يُرفع هذا العلم للإشارة إلى أن مُرسل هذه الرسالة هو موجه، وبخلاف ذلك يُضبط إلى قيمة صفرية.
- علم الالتماس (بالإنجليزية: Solicited flag)‏، ويترميز له بالحرف S، ويُرفع إذا كانت رسالة الإعلان قد ولِّدت رداً على رسالة التماس سابقة، بخلاف ذلك يضبط إلى قيمة صفرية.
- علم التخطي (بالإنجليزية: Override flag)‏، ويترميز له بالحرف O، يرفع إذا كان مولد الرسالة يطلب من مرسل رسالة الالتماس تخطي أي معلومات سابقة تضم عناوين طبقة الربط وتجاهلها.

- حقل محجوز بطول 29 بت، تُضبط إلى قيمة صفرية دائماً عند الإرسال وتُهمل عند الاستقبال.
- حقل عنوان الهدف وهو بطول 128 بتاً. وإذا كانت الرسالة قد ولدت رداً على رسالة التماس، فإن قيمة الحقل تضبط إلى قيمة عنوان مُولِّد رسالة الالتماس. ويُشترط ألا يكون العنوان الموضوع في هذا الحقل عنوان بثٍ مجموعاتي،

يمكن أن تلحق بالرسالة خيارات خاصة يُعرِّفها البروتوكول.

#### إعادة التوجيه

بنية رسالة إعادة التوجيه.

في الإصدار السادس، يُشرف بروتوكول اكتشاف الجيران على وظيفة إعادة التوجيه لذلك يُعرِّف هذه الرسالة بصفتها إحدى رسائل بروتوكول رسائل التحكم للإصدار السادس. يُرسل موجه متصل مع شبكة محلية هذه الرسالة عندما يستقبل رزمة بيانات مرسلة إلى خارج الشبكة من مسار يمر عبره ولكنه، أي المُوجِّه، على علمٍ بوجود مسارٍ أفضل نحو وجهة الرزمة يمر عبر موجهٍ آخر متصل مع الشبكة المحلية نفسها. في هذه الحالة، يُعيد الموجه توجيه الرزمة التي استقبلها عبر ذلك المسار ثُمَّ يُرسل رسالة إعادة توجيه إلى مصدرها ليخبره فيها بوجود ذلك المسار.
تتكون رسالة إعادة التوجيه من ستة حقول دائمة وحقل خيارات اختياري يضم خياراتٍ يُعرفها البروتوكول، وتكون حقول الترويسة وفقاً لترتيب ورودها:
- حقل النوع ، ويضبط إلى القيمة 137.
- حقل الرمز، وتكون قيمته صفرية دائماً.
- حقل التحقق الجمعي.
- حقل محجوز بطول 32 بتاً، تُضبط إلى قيمة صفرية دائماً عند الإرسال وتُهمل عند الاستقبال.
- حقل عنوان الهدف، وطوله 128 بتاً، وفيه عنوان الموجه الآخر المتصل مع الشبكة المحلية الذي يمر المسار الأفضل عبره.
- حقل عنوان الوجهة، وطوله 128 بتاً، وفيه عنوان الوجهة النهائية للرزمة.

#### رسائل أخرى
| حقل النوع | اسم الرسالة بالعربية                                                             | اسم الرسالة بالإنجليزية                          | توصيف | مرجع   |
| --------- | -------------------------------------------------------------------------------- | ------------------------------------------------ | --- | ------ |
| 130       | استعلام مستمع البث المجموعاتي                                                    | Multicast Listener Query                         | يستعملها بروتوكول مستمعي البث المجموعاتي [الإنجليزية] لتحديد وجود مستمعين للبث المجموعاتي للإصدار السادس من بروتوكول الإنترنت في الشبكة المحلية ولتحديد ما هي المجموعات التي يهتمون بسماعها                                          | [ 45 ] |
| 131       | تقرير مستمع البث المجموعاتي                                                      | Multicast Listener Report                        | يستعملها بروتوكول مستمعي البث المجموعاتي [الإنجليزية] لتحديد وجود مستمعين للبث المجموعاتي للإصدار السادس من بروتوكول الإنترنت في الشبكة المحلية ولتحديد ما هي المجموعات التي يهتمون بسماعها                                          | [ 45 ] |
| 132       | الإتمام                                                                          | Multicast Listener Done                          | يستعملها بروتوكول مستمعي البث المجموعاتي [الإنجليزية] لتحديد وجود مستمعين للبث المجموعاتي للإصدار السادس من بروتوكول الإنترنت في الشبكة المحلية ولتحديد ما هي المجموعات التي يهتمون بسماعها                                          | [ 45 ] |
| 138       | إعادة عنونة موجه                                                                 | Router Renumbering                               | تستعمل ضمن آلية عنونة لمنافذ الموجهات التي تدعم الإصدار السادس من بروتوكول الإنترنت | [ 46 ] |
| 139       | استعلام معلومات عقدة                                                             | Node Information Query                           | طوِّرت ضمن آلية تجريبية لاكتشاف معلومات عن عقد الشبكة المحلية تشمل أسماءها وعناوينها | [ 47 ] |
| 140       | الرد على استعلام معلومات عقدة                                                    | Node Information Response                        | طوِّرت ضمن آلية تجريبية لاكتشاف معلومات عن عقد الشبكة المحلية تشمل أسماءها وعناوينها | [ 47 ] |
| 141       | رسالة الالتماس للاكتشاف المعكوس للجار                                            | Inverse Neighbor Discovery Solicitation          | طوِّرت ضمن توسعة لبروتوكول اكتشاف الجيران تسمح بإنجاز عملية الاكتشاف إنجازاً معكوساً، أي يمكن لعقدة ما تُشغل البروتوكول، تَعرِف عنوان طبقة الوصلة الخاص بعقدة أخرى، أن تكتشف عنوان الإصدار السادس من بروتوكول الإنترنت الخاص بالعقدة الأخرى | [ 48 ] |
| 142       | رسالة الإعلان للاكتشاف المعكوس للجار                                             | Inverse Neighbor Discovery Advertisement Message | طوِّرت ضمن توسعة لبروتوكول اكتشاف الجيران تسمح بإنجاز عملية الاكتشاف إنجازاً معكوساً، أي يمكن لعقدة ما تُشغل البروتوكول، تَعرِف عنوان طبقة الوصلة الخاص بعقدة أخرى، أن تكتشف عنوان الإصدار السادس من بروتوكول الإنترنت الخاص بالعقدة الأخرى | [ 48 ] |
| 143       | تقرير مستمع البث المجموعاتي للإصدار الثاني من بروتوكول مستمعي البث المجموعاتي(4) | Version 2 Multicast Listener Report              | تُعرِّف بنية جديدة يستعملها مستمعو الإصدار الثاني من بروتوكول مستمعي البث المجموعاتي للإبلاغ عن وضعهم الحالي | [ 49 ] |
| 144       | طلب اكتشاف عنوان وكيل المنزل                                                     | Home Agent Address Discovery Request             | تستخدم هاتان الرسالتان ضمن آلية اكتشاف عنوان وكيل المنزل، وفيها ترسل عقدة متحركة رسالة طلب إلى عنوان بث نحو الأقرب مخصص لوكلاء المنزل، ويرد كل وكيل يستقبل رسالة الطلب برسالة الرد التي تحوي عناوينه                                 | [ 50 ] |
| 145       | الرد على طلب اكتشاف عنوان وكيل المنزل                                            | Home Agent Address Discovery Reply               | تستخدم هاتان الرسالتان ضمن آلية اكتشاف عنوان وكيل المنزل، وفيها ترسل عقدة متحركة رسالة طلب إلى عنوان بث نحو الأقرب مخصص لوكلاء المنزل، ويرد كل وكيل يستقبل رسالة الطلب برسالة الرد التي تحوي عناوينه                                 | [ 51 ] |
| 146       | التماس العقدة المتحركة لبادئة الشبكة                                             | Mobile Prefix Solicitation                       | لإعادة عنونة العقدة المتحركة بعد انتقالها لشبكة جديدة | [ 52 ] |
| 147       | الإعلان عن بادئة الشبكة للعقدة المتحركة                                          | Mobile Prefix Advertisement                      | لإعادة عنونة العقدة المتحركة بعد انتقالها لشبكة جديدة | [ 53 ] |
| 157       | طلب التحقق من تطابق العنوان                                                      | Duplicate Address Request                        | تستعمل لإنجاز آلية التحقق من فرادة عنوان الإصدار السادس من بروتوكول الإنترنت | [ 54 ] |
| 158       | تأكيد تطابق العنوان                                                              | Duplicate Address Confirmation                   | تستعمل لإنجاز آلية التحقق من فرادة عنوان الإصدار السادس من بروتوكول الإنترنت | [ 54 ] |
| 160       | توليد الصدى الموسعة                                                              | Extended Echo Request                            | نسخة موسعة تشمل الإصدارين الرابع والسادس من بروتوكول الإنترنت لدعم عملية التحقق من الاتصال تسمح لمولد الرسالة ومجيبها بتبادل معلومات إضافية مثل حالة جدول العناوين الفيزيائية في العقدة المجيبة.                                     | [ 55 ] |
| 161       | الصدى الموسعة                                                                    | Extended Echo Reply                              | نسخة موسعة تشمل الإصدارين الرابع والسادس من بروتوكول الإنترنت لدعم عملية التحقق من الاتصال تسمح لمولد الرسالة ومجيبها بتبادل معلومات إضافية مثل حالة جدول العناوين الفيزيائية في العقدة المجيبة.                                     | [ 56 ] |

## المشكلات
تتعرض رسائل بروتوكول رسائل التحكم، بصورة مشابهة لرسائل البروتكول المخصص للإصدار الرابع، إلى مجموعة من الهجمات المتنوعة التي يمكن تلخيصها ضمن المجموعات الآتية:
- هجمات انتحال الهوية: وفيها يحاول المهاجم أن يوهم مستقبل الرسائل أنها وردت من مصدر مغاير لمصدرها الحقيقي، ويمكن معالجة هذه الهجمات باستعمال آلية المصادقة مع رسائل البروتوكول، ويحصل ذلك باستعمال ترويسة المصادقة التي يدعمها الإصدار السادس من بروتوكول الإنترنت.
- هجمات إعادة التوجيه: وهي شكل من أشكال هجوم الوسيط، وفيها يحاول المهاجم أن يخدع عُقد الإصدار السادس باستعمال رسائل إعادة التوجيه لترسل رزمها إليه بدلاً من إرسالها إلى المخرج الافتراضي [الإنجليزية] من الشبكة المحلية، ينسخ المهاجم الرسائل أو يتلاعب بها ثم يعيد توجيهها إلى وجهتها الأصيلة. ويمكن معالجة هذه الهجمات باستعمال آلية المصادقة سالفة الذكر أو ترويسة تأمين الحمولة بالتغليف التي تمنع أي تلاعب محتمل بمحتويات الترويسة.
- هجمات التلاعب بالمحتوى: ويحاول المهاجم فيها تضليل مديري الشبكة من خلال التلاعب بمحتوى الرسائل للتبليغ عن أخطاء غير موجودة أو تزويدهم ببيانات خاطئة عبر رسائل الإعلام، ويمكن معالجة هذه الهجمات بتعمية الرسالة أو باستعمال ترويسة تأمين الحمولة بالتغليف سالفة الذكر.
- هجمات حجب الخدمة: ويمكن أن تحصل بأكثر من طريقة، أهمها إرسال رسالة بث مجموعاتي فيها خيار الوجهة غير معلومة، ويسبب هذا غمر الشبكة برسائل مشكلة في مُحدد التي ستولدها كل عقد الإصدار السادس التي تستقبل الرسالة السابقة، والتي تُرسل عادةً للتبليغ عن هذا الخطأ، كما يمكن أيضاً إيهام العقدة بوجود خطأ في الشبكة وعدم قدرتها على الحصول على الخدمة.
- هجمات على الطبقات العليا: يمكن أن تستعمل رسائل البروتوكول لشن هجمات على بروتوكولات الطبقات العليا مثل بروتوكول التحكم بالنقل،[57] من خلال تزويدها ببيانات خاطئة عن الوضع الحالي للشبكة أو الإبلاغ عن أخطاء غير موجودة لدفع هذه البروتوكولات لتسلك سلوكاً معيناً.

تناقش الوثيقة RFC 2401 أيضاً كيفية معالجة رسائل الأخطاء الخاصة ببروتوكول رسائل التحكم في الحالة التي تكون محميةً فيها بواسطة بروتوكول ترويسة المصادقة وعند تأمين الحمولة بالتغليف، وفي الحالة التي لا تكون الرسائل فيها محميةً وفقاً لما سبق.

## هوامش
1. لا يعني رقم 6 في الاسم الرمزي ICMPv6 أن هذا هو الإصدار السادس من البروتوكول لكنه يُشير إلى أنه مُخصص للإصدار السادس من بروتوكول الإنترنت.
2. يعكس الاسم الرمزي لوثيقة الإصدار الأول من البروتوكول العلاقة التي تربطه مع الإصدار السادس من بروتوكول الإنترنت، فقد كانت الوثيقة الناظمة لمعياره جزءاً من ثلاث وثائق صدرت معاً هي: الوثيقة RFC 1883 وخصصت لمحددات الإصدار السادس من بروتوكول الإنترنت، والوثيقة RFC 1884 وخصصت لشرح بنية عنوان الإصدار السادس من بروتوكول الإنترنت.
3. يعكس الاسم الرمزي لوثيقة الإصدار الثاني من البروتوكول العلاقة التي تربطه مع الإصدار السادس من بروتوكول الإنترنت، فقد كانت الوثيقة الناظمة لمعياره جزءاً من أربعة وثائق صدرت معاً هي: الوثيقة RFC 2460 وخُصِّصت لمحددات الإصدار السادس من بروتوكول الإنترنت، والوثيقة RFC 2461 وخُصِّصت لبروتوكول اكتشاف الجيران، والوثيقة RFC 2462 وخُصِّصت للتهيئة الذاتية الآلية لعناوين الإصدار السادس من البروتوكول.
4. يعيد الإصدار الثاني تعريف رسالة إعلام مستمعي البث المجموعاتي، ولكنه يستعمل رقم النوع 130 المُستعمل من طرف الإصدار الأول.

### فهرس المراجع
1. 1 2  RFC 1885, p. 1
2. 1 2 3 4 5  RFC 4443, p. 4
3. 1 2  RFC 4861, p. 15-27
4. 1 2  RFC 2710, p. 2-4
5. 1 2  RFC 4443, p. 16-17
6. ↑  RFC 1885, p. 2
7. ↑  RFC 2463, p. 1
8. ↑  RFC 4443, p. 1
9. ↑  RFC 1885, p. 3
10. ↑  RFC 2463, p. 3
11. 1 2  RFC 4443, p. 3
12. 1 2 3  "Internet Control Message Protocol version 6 (ICMPv6) Parameters". IANA (بالإنجليزية). Archived from the original on 2021-07-29. Retrieved 2021-11-21.
13. ↑  RFC 4443, p. 8
14. 1 2 3  RFC 4443, p. 10
15. 1 2 3  RFC 4443, p. 11
16. 1 2 3 4 5 6  RFC 4443, p. 12
17. ↑  RFC 4443, p. 13
18. ↑  RFC 4443, p. 14
19. ↑  RFC 4861, p. 18
20. ↑  RFC 4861, p. 19
21. 1 2  RFC 4861, p. 22-23
22. 1 2  RFC 4861, p. 23-25
23. 1 2  RFC 4861, p. 26
24. ↑  RFC 4443, p. 5
25. ↑  RFC 4443, p. 8,10-12
26. ↑  RFC 4443, p. 6-7
27. 1 2  RFC 4443, p. 6
28. ↑  RFC 4443, p. 8-9
29. ↑  RFC 4443, p. 8-10
30. ↑  Winter، T.؛ Thubert,، P.؛ Brandt، A.؛ Hui، A.؛ Kelsey، J.؛ Levis، R.؛ Pister، K.؛ Struik، R.؛ Vasseur، JP.؛ Alexander، R. (مارس 2012). "RFC 6550, RPL: IPv6 Routing Protocol for Low-Power and Lossy Networks". The Internet society. ص. 138. DOI:10.17487/RFC6550. مؤرشف من الأصل في 2021-11-21.{{استشهاد ويب}}:  صيانة الاستشهاد: علامات ترقيم زائدة (link)
31. ↑  RFC 8883, p. 12
32. ↑  McCann، J.؛ Deering، S.؛ Mogul، J. (أغسطس 1996). "RFC 1981, Path MTU Discovery for IP version 6". The Internet society. DOI:10.17487/RFC1981. مؤرشف من الأصل في 2021-10-24.
33. ↑  Gont,، F.؛ Manral، V.؛ Bonica، R. (يناير 2014). "RFC 7112, Implications of Oversized IPv6 Header Chains". The Internet society. ص. 5. DOI:10.17487/RFC7112. مؤرشف من الأصل في 2021-11-01.{{استشهاد ويب}}:  صيانة الاستشهاد: علامات ترقيم زائدة (link)
34. ↑  
Filsfils، C.؛ Dukes، D.؛ Previdi، S.؛ Leddy، J.؛ Matsushima، S.؛ Voyer، D. (مارس 2020). "RFC 8754, IPv6 Segment Routing Header (SRH)". The Internet society. ص. 24. DOI:10.17487/RFC8754. مؤرشف من الأصل في 2021-10-23.
35. 1 2 3 4  RFC 8883, p. 6
36. 1 2  RFC 8883, p. 7
37. ↑  RFC 4443, p. 13-15
38. ↑  RFC 4443, p. 14-15
39. ↑  RFC 4861, p. 18-19
40. ↑  RFC 4861, P. 19-22
41. ↑  RFC 4861, p. 68
42. ↑  RFC 4861, p. 11
43. ↑  Kevin R.Fall; W.Richard Stevens (2012). TCP/IP Illustrated Volume 1 (PDF) (بالإنجليزية) (الثانية ed.). Pearson Education, Inc. p. 437. ISBN:0321336313. Archived from the original on 2017-11-20. Retrieved 2021-11-22.{{استشهاد بكتاب}}:  صيانة الاستشهاد: BOT: original URL status unknown (link)
44. ↑  RFC 4861, p. 26-27
45. ↑  RFC 2710, p. 3
46. ↑  Crawford، M. (أغسطس 2000). "RFC 2894, Router Renumbering for IPv6". The Internet society. ص. 7. DOI:10.17487/RFC2894. مؤرشف من الأصل في 2021-10-26.
47. ↑  
Crawford، M.؛ Haberman، B. (أغسطس 2000). "RFC 4620, IPv6 Node Information Queries". The Internet society. ص. 3-5. DOI:10.17487/RFC4620. مؤرشف من الأصل في 2021-03-08.
48. ↑  
Conta، A. (يونيو 2001). "RFC 3122, Extensions to IPv6 Neighbor Discovery for Inverse Discovery Specification". The Internet society. ص. 2-6. DOI:10.17487/RFC3122. مؤرشف من الأصل في 2021-10-26.
49. ↑  RFC 3810, p. 20
50. ↑  RFC 3775, p. 55-56
51. ↑  RFC 3775, p. 56-57
52. ↑  RFC 3775, p. 57-59
53. ↑  RFC 3775, p. 59-61
54. ↑  
Thubert، P.؛ Nordmark، E.؛ Chakrabarti، S.؛ Perkins، C. (نوفمبر 2018). "RFC 8505, Registration Extensions for IPv6 over Low-Power Wireless Personal Area Network (6LoWPAN) Neighbor Discovery". The Internet society. ص. 11. DOI:10.17487/RFC8505. مؤرشف من الأصل في 2021-11-22.
55. ↑  RFC 8335, p. 5-6
56. ↑  RFC 8335, p. 8-9
57. ↑  Gont، F. (يوليو 2010). "RFC 5927,ICMP Attacks against TCP". The Internet society. DOI:10.17487/RFC5927. مؤرشف من الأصل في 2021-11-09.
58. ↑  Atkinson، R. (نوفمبر 1998). "RFC 2401, Extensions to IPv6 Neighbor Discovery for Inverse Discovery Specification". The Internet society. ص. 35-38. DOI:10.17487/RFC2401. مؤرشف من الأصل في 2021-10-27.
59. ↑  
Deering، S.؛ Hinden، R. (ديسمبر 1995). "RFC 1883, Internet Protocol, Version 6 (IPv6) Specification". The Internet Society. DOI:10.17487/RFC1883. مؤرشف من الأصل في 2019-12-21. اطلع عليه بتاريخ 2018-05-30.
60. ↑  
Hinden، R.؛ Deering، S. (ديسمبر 1995). "RFC 1884, IP Version 6 Addressing Architecture". DOI:10.17487/RFC1884. مؤرشف من الأصل في 2020-03-06.
61. ↑  Deering، S.؛ Hinden، T. (ديسمبر 1998). "RFC 2460, Internet Protocol, Version 6 (IPv6) Specification". DOI:10.17487/RFC2460. مؤرشف من الأصل في 2020-05-07.
62. ↑  Narten، T.؛ Nordmark، E.؛ Simpson، W. (ديسمبر 1998). "RFC 2461, Neighbor Discovery for IP Version 6 (IPv6)". DOI:10.17487/RFC2461. مؤرشف من الأصل في 2020-03-13.
63. ↑  
Thomson، S.؛ Narten، T. (ديسمبر 1998). "RFC 2462, IPv6 Stateless Address Autoconfiguration". DOI:10.17487/RFC2462. مؤرشف من الأصل في 2020-05-07.
64. ↑  RFC 3810, p. 15

### بيانات المراجع
مرتبة حسب تاريخ الإصدار
- Conta؛ Deering، S. (ديسمبر 1995). "RFC 1885, Internet Control Message Protocol (ICMPv6) for the Internet Protocol Version 6 (IPv6)". The Internet society. DOI:10.17487/RFC1885. مؤرشف من الأصل في 2023-02-21.
- Conta؛ Deering، S. (ديسمبر 1998). "RFC 2463, Internet Control Message Protocol (ICMPv6) for the Internet Protocol Version 6 (IPv6) Specification". The Internet society. DOI:10.17487/RFC2463. مؤرشف من الأصل في 2022-12-17.
- Deering؛ Fenner، W.؛ Haberman، B. (أكتوبر 1999). "RFC 2710, Multicast Listener Discovery (MLD) for IPv6". The Internet society. DOI:10.17487/RFC2710. مؤرشف من الأصل في 2022-12-25.
- Johnson، D.؛ Perkins، C.؛ Arkko، J. (يونيو 2004). "RFC 3775, Mobility Support in IPv6". The Internet society. DOI:10.17487/RFC3775. مؤرشف من الأصل في 2022-09-01.
- Vida، R.؛ Costa، L. (يونيو 2004). "RFC 3810, Multicast Listener Discovery Version 2 (MLDv2) for IPv6". The Internet society. DOI:10.17487/RFC3810. مؤرشف من الأصل في 2022-12-18.
- Conta؛ Deering، S.؛ Gupta، M. (مارس 2006). "RFC 4443, Internet Control Message Protocol (ICMPv6) for the Internet Protocol Version 6 (IPv6) Specification". The Internet society. DOI:10.17487/RFC4443. مؤرشف من الأصل في 2023-03-07.
- Narten؛ Nordmark، E.؛ Simpson، W.؛ Soliman، H. (سبتمبر 2007). "RFC 4861, Neighbor Discovery for IP version 6 (IPv6)". The Internet society. DOI:10.17487/RFC4861. مؤرشف من الأصل في 2022-10-31.
- Bonica، R.؛ Thomas، R.؛ Linkova، J.؛ Lenart، C.؛ Boucadair، M. (فبراير 2018). "RFC 8335, PROBE: A Utility for Probing Interfaces". The Internet society. DOI:10.17487/RFC8335. مؤرشف من الأصل في 2022-10-05.
- Herbert، T. (سبتمبر 2020). "RFC 8883, ICMPv6 Errors for Discarding Packets Due to Processing Limits". The Internet society. DOI:10.17487/RFC8883. مؤرشف من الأصل في 2022-10-06.